# Scolecida
Scolecida (von altgriechisch σκώληξ skṓlēx „Wurm“ und εἶδος eîdos „Art, Gestalt“) ist der Name einer Ordnung und gleichzeitig einer Unterklasse frei lebender und oft im Sediment grabender, als Detritus- oder Substratfresser lebender Vielborster (Polychaeta), die in Meeren weltweit zu finden sind.

## Merkmale
Die Scolecida zeichnen sich dadurch aus, dass an ihrem Pygidium zwei Paar, manchmal noch mehr Paar Cirren sitzen, während es bei anderen Vielborstern höchstens ein Paar ist. Im Gegensatz zu ihrer Schwestergruppe, den Palpata, gibt es am Kopfende der Scolecida weder Antennen noch Palpen. Eine Ausnahme bilden die Paraonidae, bei denen es eine einzige Zentralantenne gibt. Das Prostomium ist bei den Scolecida deutlich abgesetzt und meist kegelförmig; lediglich bei den Scalibregmatidae hat es eine T-förmige Spitze. In manchen Familien gibt es Arten mit winzigen Augenflecken; die übrigen Arten sind blind. Die Scolecida haben Parapodien mit gleichförmigen Verzweigungen. Der Oesophagus ist ausstülpbar und bildet so eine sackartige Proboscis, die mehrere fingerartige Lappen aufweisen kann. Die vorderen Segmente und ihre Anhängsel ähneln einander sehr. An den Notopodien und Neuropodien sitzen unverzweigte kapillarartige Borsten, manchmal mit Haken. In einigen Familien gibt es an den Segmenten einfache unverzweigte Kiemen, und in der Familie Cossuridae ist es ein einzelnes zentrales Paar Kiemen an einem vorderen Segment.

## Verbreitung, Lebensraum und Lebensweise
Die Scolecida sind in Meeren weltweit verbreitet und leben überwiegend auf sandigen oder schlammigen Untergründen. Sie ernähren sich als frei lebende, im weichen Sediment grabende oder auf demselben kriechende Ringelwürmer von Detritus, den sie mit ihrer ausstülpbaren Proboscis verschlucken. Oft nehmen sie als Substratfresser das gesamte Substrat auf, verdauen aber nur die organischen Bestandteile und scheiden die mineralischen Partikel aus, ähnlich wie dies Regenwürmer tun.

## Systematik
Die Ordnung und gleichzeitig Unterklasse Scolecida bildet laut der Systematik nach Rouse & Fauchald von 1998 mit ihrer Schwestergruppe Palpata die Klasse Polychaeta.
Laut dieser Systematik gehören zur Ordnung Scolecida folgende Familien:
- Arenicolidae
- Maldanidae
- Capitellidae
- Opheliidae
- Scalibregmatidae
- Orbiniidae
- Paraonidae
- Questidae
- Cossuridae